# Xuangang Xiang
Xuangang Xiang (kinesiska: 轩岗, 轩岗乡) är en socken i Kina. Den ligger i provinsen Yunnan, i den sydvästra delen av landet, omkring 430 kilometer väster om provinshuvudstaden Kunming. Antalet invånare är 21 501. Befolkningen består av 10 405 kvinnor och 11 096 män. Barn under 15 år utgör 23,0 %, vuxna 15–64 år 69 %, och äldre över 65 år 6,0 %.
Genomsnittlig årsnederbörd är 1 577 millimeter. Den regnigaste månaden är juli, med i genomsnitt 440 mm nederbörd, och den torraste är januari, med 4 mm nederbörd.